# Cyptochirus ambiguus
Cyptochirus ambiguus là một loài bọ cánh cứng trong họ Bọ hung (Scarabaeidae).